# کازموس ۴۸۲
کازموس ۴۸۲ (انگلیسی: Kosmos 482) و (به روسی: "Космос ۴۸۲" به معنی کیهان ۴۸۲)، که در ۳۱ مارس ۱۹۷۲، ساعت ۰۴:۰۲:۳۳ به وقت جهانی پرتاب شد. این فضاپیما یک کاوشگر زهره شوروی بود که نتوانست از مدار پایینی زمین بگریزد و در همان مدار ماند. به همین دلیل نام آن به "کاسموس" تغییر یافت؛ نامی که برای ماهواره‌های مدار زمین استفاده می‌شد.
پس از رسیدن به مدار پارکینگ در اطراف زمین، محموله کامل ونرا (۱۹۷۲–۰۲۳A) به دو جسم تقسیم می‌شد. آنچه که به عنوان باس اصلی ونرا محاسبه شده بود، نام ۱۹۷۲–۰۲۳A را حفظ کرد، نام ۱۹۷۲–۰۲۳E (شماره کاتالوگ ۶۰۷۳) به چیزی که گمان می‌رود فضاپیمای فرود باشد، یعنی ماژول فرود واقعی که قرار بود روی زهره فرود بیاید، اختصاص داشت.
اتوبوس اصلی در مراحلی در بازهٔ ۳ آوریل ۱۹۷۲ و ۵ مه ۱۹۸۱ دوباره وارد جو زمین شد.
برابر اعلام آژانس فضایی روسیه، روسکاسموس، در ۱۰ مهٔ ۲۰۲۵ این فضاپیما در ساعت ۶:۲۴ یوتی‌سی در بخش شرقی اقیانوس هند سقوط کرد.
ماژول فرود که حدود ۴۹۵ کیلوگرم (۱۰۹۱ پوند) وزن داشته، ممکن است تا حد زیادی سالم به سطح زمین رسیده باشد.